# Vakcentrale
De term vakcentrale heeft in België en Nederland verschillende betekenissen. 

## België
In België wordt onder een vakcentrale verstaan: een bij een vakbond aangesloten vereniging van werknemers uit eenzelfde of verwante bedrijfstakken (Frans: centrale professionelle).
- Zo heeft het Algemeen Belgisch Vakverbond (ABVV) de volgende vakcentrales :
  - Algemene Centrale (AC)
  - Centrale der Metaalindustrie van België (CMB)
  - ABVV Textiel, Kleding en Diamant (TKD)
  - Belgische Transportbond (BTB)
  - Centrale van de Voeding - Horeca - Diensten (HORVAL)
  - Bond van Bedienden, Technici en Kaderleden (BBTK)
  - Algemene Centrale der Openbare Diensten (ACOD)

- Voor het Algemeen Christelijk Vakverbond (ACV) zijn dit :
  - Landelijke Bediendencentrale - Nationaal Verbond voor Kaderleden (LBC-NVK)
  - Christelijke Onderwijscentrale (COC)
  - Christelijk Onderwijzersverbond (COV)
  - ACV Transcom
  - ACV Openbare Diensten
  - ACV-Metea
  - ACV Bouw - Industrie & Energie
  - ACV Voeding en Diensten
  - Sporta-vsb

- De Algemene Centrale der Liberale Vakbonden van België (ACLVB), de Nationale Confederatie van het Kaderpersoneel (NCK), de Nuod-unie van Financiën (UF), de Algemene Federatie van Financiën en Telecommunicatie (AFFT) en de Onafhankelijke Vakbond voor Spoorwegpersoneel (OVS) ten slotte hebben geen centrales.

## Nederland
In Nederland wordt onder vakcentrale verstaan: een federatie of koepelorganisatie van vakbonden, die de aangesloten vakbonden en hun leden vertegenwoordigt op overkoepelend niveau. De vakbonden voeren de loononderhandelingen met werkgevers(organisaties) en bieden hun leden individuele belangenbehartiging. De vakcentrale voert namens de aangesloten bonden op een hoger niveau het overleg met werkgeversorganisaties en de overheid en neemt deel aan adviesorganen zoals de Sociaal-Economische Raad in Nederland.
In 1871 is de eerste Nederlandse vakcentrale opgericht het Algemeen Nederlandsch Werklieden Verbond (ANWV). Op dit moment zijn er in Nederland vier vakcentrales: 
- Federatie Nederlandse Vakbeweging (FNV)
- Christelijk Nationaal Vakverbond (CNV)
- Vakcentrale voor Professionals (VCP)
- Ambtenarencentrum (AC)

Sociaal overleg · Collectieve arbeidsovereenkomst (CAO) · Interprofessioneel akkoord (IPA)
Nationale Arbeidsraad (NAR) · Centrale Raad voor het Bedrijfsleven (CRB) · Hoge Raad voor Preventie en Bescherming op het Werk (HRPBW) · Groep van Tien